# Odznaka honorowa „Za zasługi dla gospodarki przestrzennej i gospodarki komunalnej”
Odznaka honorowa „Za zasługi dla gospodarki przestrzennej i gospodarki komunalnej” – polskie resortowe odznaczenie w formie dwustopniowej (złotej i srebrnej) odznaki honorowej, ustanowionej 9 maja 1985, która do 18 czerwca 1986 nosiła nazwę Odznaka honorowa „Zasłużony dla gospodarki przestrzennej”. Jej powstanie zlikwidowało Odznakę „Zasłużony Pracownik Gospodarki Terenowej i Ochrony Środowiska”.
Nadawana była przez Ministra Administracji i Gospodarki Przestrzennej (od 1986 przez Ministra Budownictwa, Gospodarki Przestrzennej i Komunalnej) jako zaszczytne wyróżnienie dla najbardziej zasłużonych w pracy zawodowej i społecznej pracowników gospodarki przestrzennej, w szczególności w dziedzinach planowania przestrzennego, architektury i projektowania, nadzoru budowlanego, gospodarki komunalnej i mieszkaniowej, gospodarki gruntami, geodezji i kartografii, a także dla innych osób fizycznych i społecznych zbiorowości w uznaniu ich szczególnych zasług dla gospodarki przestrzennej.
Odznakę noszono na prawej stronie piersi.
Odznaczenie zostało zniesione 23 lutego 2000 wraz z szeregiem innych odznaczeń ustanowionych w okresie PRL.